# Доктор Дулиттл 3
Доктор Дулиттл 3 (англ. Dr. Dolittle 3) — американский комедийный фильм в жанре фэнтези 2006 года. В роли Майи играет Кайла Прэтт, которая упоминается в предыдущих частях. Вместе с Кайлой Прэтт в главных ролях снялись Кристен Уилсон в роли Лизы Дулиттл и Норм Макдональд в роли голоса Пса Лаки. Это третий фильм из серии «Доктор Дулиттл» и первый фильм, в котором Эдди Мерфи не играет доктора Дулиттла, а Рэйвен-Симоне — Чарисс Дулиттл, хотя они и упоминаются в фильме. Несмотря на относительный успех в продажах DVD, фильм не получил одобрения критиков и зрителей.

## Сюжет
Майя (Кайла Прэтт) значительно изменилась по сравнению с первым фильмом. Хотя раньше она была асоциальным человеком, который больше интересовался своими научными проектами, Майя превратилась в типичного подростка. Как и ее сестра Чарис, она унаследовала от отца Джона способность к общению с животными (она по совместительству работает ветеринарным фельдшером), ее жизнь кардинально изменилась во всех сферах. У нее часто возникают проблемы с родителями, а друзья думают, что она сошла с ума.
Пока Джон уехал по делам, мать Майи Лиза (Кристен Уилсон) отправляет ее и ее собаку Лаки (голос Норма Макдональда) на ранчо под названием «Дюранго», чтобы она могла найти себя. Ранчо принадлежит Джаду (Джон Амос) и его сыну Бо (Уокер Ховард). Находясь на ранчо, Майя использует свой талант, чтобы «разговаривать с животными» и спасти Дюранго от захвата соседним ранчо Серебряные Шпоры.
Майя сначала не хочет раскрывать свои способности другим, опасаясь отказа со стороны друзей, но в конце концов делает это. С ее помощью ранчо Дюранго участвует в соревновании по родео с призом в 50 000 долларов и выигрывает его. Кроме того, она разделяет свой первый поцелуй с Бо и, наконец, покоряет его сердце.

## В ролях
- Кайла Прэтт — Майя Дулиттл
- Кристен Уилсон — Лиза Дулиттл
- Уокер Ховард — Бо Джонс
- Джон Эймос — Джад Джонс
- Лучиана Карро — Бруклин Вебстер
- Томми Снайдер — Клейтон Тейлор
- Келам Уорти — Тайлер
- Джон Новак — Уолтер
- Челан Симмонс — Вивики
- Экстазия Сандерс — Тэмми
- Джеймс Кирк — Питер
- Гэри Джонс — директор
- Карли Маккиллип — подруга Тэмми
- Эмили Теннант — тусовщик
- Алистер Абелл — диктор Honkey Tonk
- Питер Келамис — диктор родео
- Луи Чирильо — водитель автобуса

### Голосовой состав
- Норм Макдональд — Лаки[3]
- Дэнни Бонадьюс — Ранчо Стир
- Гэри Бьюзи — Бутч
- Райан Макдонелл — Скип
- Тара Уилсон — Кики
- Шенье Хундал — Чип
- Пауло Костанцо — петух Когберн
- Крис Эджерли — Лошаь Даймонд, Лошадь Элпи, Свинья, Гремучая змея
- Эли Габай — бык Родео
- Ванесса Маршалл — Тан Хэн
- Марк Мозли — Ястреб Гарри, Лошадь Патч, Ранчо Бык, Родео Лонгхорн, Лошадь Сильвера
- Дженна фон Ой — Грейси

## Релиз
Этот фильм был выпущен прямо на видео в 2006 году. Третья часть была выпущена на Disney Plus 15 января 2021 года.

## Критика
Фильм, в отличие от предыдущих фильмов, оценили в основном негативными отзывами от критиков и смешанными от зрителей.
Из трех отзывов, данных на Rotten Tomatoes, два были очень негативными, а зрители оценили фильм в 45 % одобрения. Скотт Вайнберг, сказал: «Дешево выглядящий, ужасно написанный и поставленный со всей энергией коровы, родившейся в проломе, Доктор Дулиттл 3 — это всякие ужасы».
Дэвид Корнелиус из eFilmCritic.com охарактеризовал фильм как «не столько плохо сделанный, сколько ленивый и дешевый».
Эмили Эшби из Common Sense Media сказала о фильме: «Положительные посылы во всей комедии о животных, подходящей для подростков».